# Лабео
Лабео (лат. Labeo) — род пресноводных лучепёрых рыб семейства карповых. Обитают в Африке и Азии. Рот толстогубый с одной-двумя парами коротких усов. Являются придонными рыбами, питаются водорослями и мелкими организмами. Labeo rohita достигает длины 2 м и массы 45 кг; является одним из важнейших объектом аквакультуры в Индии и Юго-Восточной Азии; объёмы выращивания в 2016 году превысили 1,8 млн тонн. Несколько африканских видов являются важными промысловыми рыбами, в том числе африканский красноносый лабео (Labeo altivelis), вид из Центральной и Южной Африки весом до 3 кг. В природе Labeo altivelis очищает кожу у бегемотов и крупных рыб от паразитов.
Азиатский вид Labeo chrysophekadion, обитающий в бассейне Меконга во Вьетнаме, известен как аквариумная рыба. Он полностью чёрный и вырастает до 30 см в аквариумах. За свой вид называется «акулой».
Таксон описал Жорж Леопольд Кювье в 1816 году. Род включает 108 видов, в том числе:
- Labeo altivelis W. K. H. Peters, 1852 — африканский красноносый лабео
- Labeo chrysophekadion Bleeker, 1850
- Labeo congoro W. K. H. Peters, 1852 — африканский лабео-конгоро
- Labeo cylindricus W. K. H. Peters, 1852 — африканский вальковатый лабео
- Labeo dussumieri Valenciennes, 1842 — обыкновенный лабео
- Labeo fisheri D. S. Jordan & Starks, 1917 — зелёный лабео
- Labeo forskalii Rüppell, 1835
- Labeo gregorii Günther, 1894
- Labeo indramontri H. M. Smith, 1945
- Labeo lunatus R. A. Jubb, 1963 — лунный лабео
- Labeo rohita Hamilton, 1822
- Labeo victorianus Boulenger, 1901
- Labeo weeksii Boulenger, 1909 — конголезский лабео